# Rudolph (Wisconsin)
Rudolph – miasto w Stanach Zjednoczonych, w stanie Wisconsin, w hrabstwie Wood.